# Shizhi
Shizhi (kinesiska: 十直) är en köping i sydvästra Kina. Den ligger i Fengdu härad i storstadsområdet Chongqing,  omkring 130 kilometer nordost om det centrala stadsdistriktet Yuzhong. Antalet invånare är 29 085. Befolkningen består av 14 244 kvinnor och 14 841 män. Barn under 15 år utgör 21,0 %, vuxna 15-64 år 63 %, och äldre över 65 år 14,0 %.